# Tunnelvision
Tunnelvision is het tweede album van trompettist Rob van de Wouw. Het album verscheen op 30 oktober 2009.
Voor dit album zocht Van de Wouw samenwerking met producer Mark De Clive-Lowe, die bekendstaat om zijn broken beat en nu jazz werk. De Clive-Lowe verzorgt het computer- en synthesiserwerk op dit album. Het album heeft daardoor meer dan het eerste album een acid jazz sound.
De titel van het album verwijst naar de intensieve manier van samenwerken die nodig is om een album te maken.

## Nummers
1. Steppin' in (0:25)
2. No Exit (3:52)
3. Members Only (4:53)
4. Tunnelvision (3:30)
5. Angel (1:47) (featuring Replife)
6. Spider's Dance (4:16)
7. Common Ground (4:26) (featuring Ivar)
8. Keep It Commoing (4:29) (featuring Sharlene Hector)
9. Cosmic Hangout (3:46)
10. Time Out (1:13)
11. Filthy Fingers (4:19)
12. Quiet Kenny's Return (4:51)
13. M80 Kickflip (2:41)
14. Sneakin'Out (0:43)